# Whitney Able
Whitney N. Able (Houston, 6 febbraio 1982) è un'attrice statunitense.

## Biografia
È principalmente conosciuta per i suoi ruoli in All the Boys Love Mandy Lane e Monsters, in cui ha recitato insieme al marito, l'attore Scoot McNairy, sposato a giugno 2010.
Nel 2008 è stata citata nella classifica Hot 100 stilata dalla rivista Maxim.

## Filmografia parziale

### Cinema
- All the Boys Love Mandy Lane, regia di Jonathan Levine (2006)
- Unearthed, regia di Matthew Leutwyler (2007)
- Monsters, regia di Gareth Edwards (2010)
- The Kane Files: Life of Trial, regia di Benjamin Gourley (2010)
- La preda perfetta - A Walk Among the Tombstones (A Walk Among the Tombstones), regia di Scott Frank (2014)
- Dark, regia di Nick Basile (2015)
- Ava's Possessions, regia di Jordan Galland (2015)

### Televisione
- Cold Case - Delitti irrisolti (Cold Case) – serie TV, episodio 4x20 (2007)
- CSI: NY – serie TV, episodio 3x13 (2007)
- Nikita – serie TV, episodio 1x02 (2010)

## Doppiatrici italiane
Nelle versioni in italiano delle opere in cui ha recitato, Whitney Able è stata doppiata da:
- Francesca Manicone in Cold Case - Delitti irrisolti, Criminal Minds
- Myriam Catania in CSI: NY
- Gaia Bolognesi in Monsters
- Laura Facchin in Godless